# 非常興奮 Take a chance
《非常興奮 Take a chance》（ワクテカ Take a chance）是日本的女子偶像組合早安少女組。的第51張單曲。2012年10月10日由zetima发售。

## 概要
- 十一期成員小田櫻已加入但沒有參與此單曲，不過在10月16日公開了小田單人版本的PV。
- 此單曲有7個版本，分別有「初回生産限定盤A - F」和「通常盤」。「初回生産限定盤A 、 C 和 E」收錄了《非常興奮 Take a chance》的PV。
- 「初回生産限定盤A 和 B」收錄了B面曲《普通之少女A》，由六期成員田中麗奈和十期成員佐藤優樹、工藤遙主唱；「初回生産限定盤C 和 D」收錄了B面曲《100萬點 我愛你》，由九期成員譜久村聖和十期成員石田亞佑美主唱；「初回生産限定盤E 和 F」收錄了B面曲《堅持下去你的信念!》，由六期成員道重沙由美、九期成員生田衣梨奈、鞘師里保、鈴木香音和十期成員飯窪春菜主唱；「通常盤」收錄了B面曲《Love Innovation》。
- 在10月22日於Oricon公信榜單曲週榜取得第3名。
- 單曲於10月12日於公信榜單曲日榜取得第1名。

## 收錄内容

### CD

#### 初回生産限定盤A - B
1. 非常興奮 Take a chance
（作詞、作曲：淳君  編曲：大久保薫）
2. 普通之少女A（普通の少女A）
（作詞、作曲：淳君  編曲：平田祥一郎）
田中麗奈、佐藤優樹、工藤遙主唱
3. 非常興奮 Take a chance(Instrumental)

#### 初回生産限定盤C - D
1. 非常興奮 Take a chance
2. 100萬點 我愛你（大好き100万点）
（作詞、作曲：淳君  編曲：高橋諭一）
譜久村聖、石田亞佑美主唱
3. 非常興奮 Take a chance(Instrumental)

#### 初回生産限定盤E - F
1. 非常興奮 Take a chance
2. 堅持下去你的信念!（信念だけは貫き通せ!）
（作詞、作曲：淳君  編曲：板垣祐介）
道重沙由美、生田衣梨奈、鞘師里保、鈴木香音、飯窪春菜主唱
3. 非常興奮 Take a chance(Instrumental)

#### 通常盤
1. 非常興奮 Take a chance
2. Love Innovation（Loveイノベーション）
（作詞、作曲：淳君  編曲：河野伸）
3. 非常興奮 Take a chance(Instrumental)

### DVD

#### 初回生産限定盤A
1. 非常興奮 Take a chance（Close-up Ver.）

#### 初回生産限定盤C
1. 非常興奮 Take a chance（Upper Light Ver.）

#### 初回生産限定盤E
1. 非常興奮 Take a chance（Close-up 早安少女組。 Ver. ）